# 艾希巴赫河 (魏伯斯巴赫河支流)
50°7′5.98″N 9°6′58.03″E / 50.1183278°N 9.1161194°E

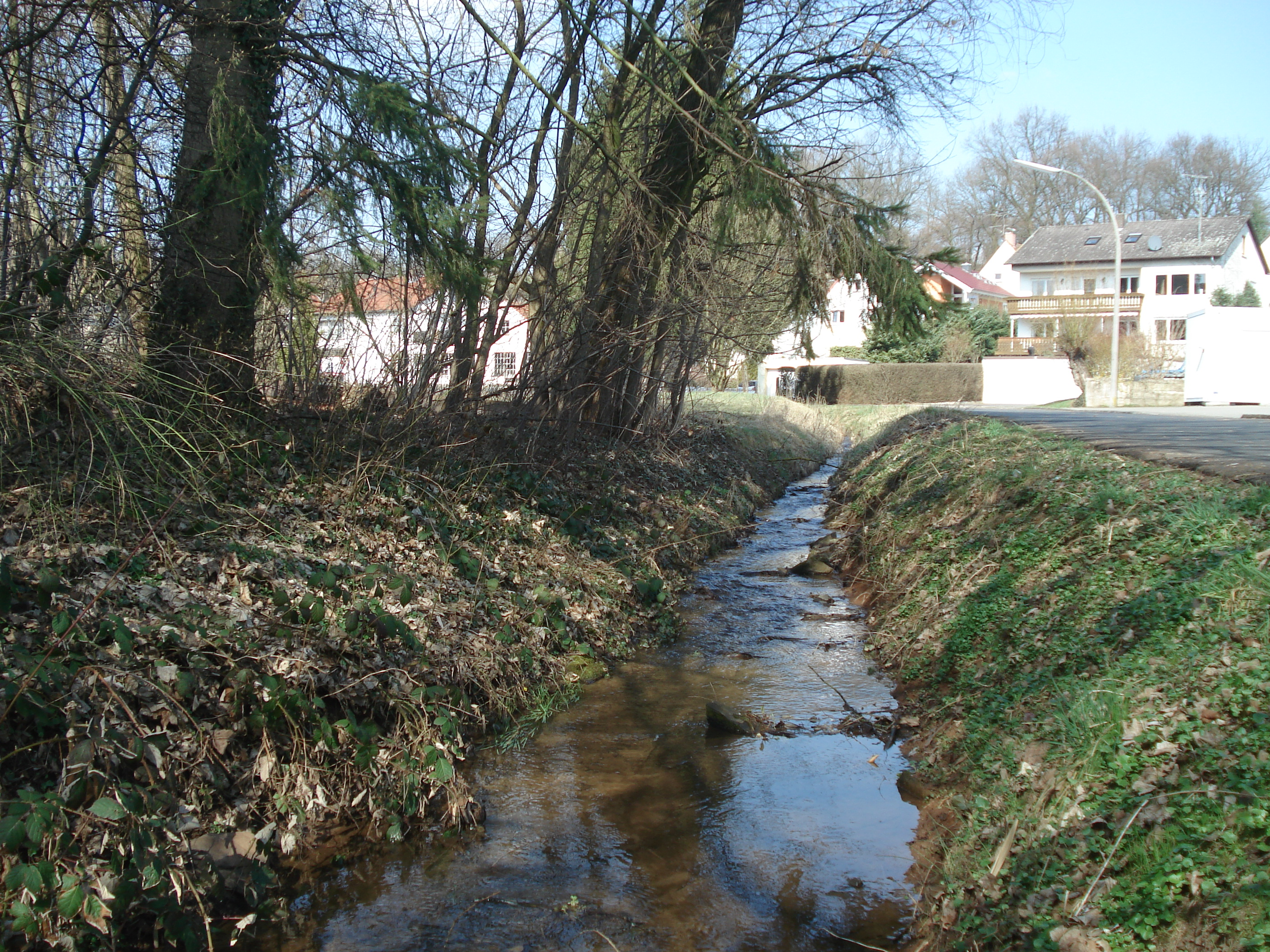

艾希巴赫河（德語：Eichbach），是德國的河流，位於該國中部，流經巴伐利亞和黑森州，屬於魏伯斯巴赫河的右支流，河道全長2.2公里，流域面積2.4平方公里。